# 相模原市立小山小学校
相模原市立小山小学校（さがみはらしりつ おやましょうがっこう）は、神奈川県相模原市中央区小山4丁目にある公立小学校である。

## 沿革
- 2003年（平成15年）
  - 4月1日 - 開校。
  - 4月7日 - 開校式・着任式と最初の始業式挙行。
  - 4月8日 - 第1回入学式挙行。
  - 4月10日 - 開校記念植樹実施。
  - 7月8日 - 開校記念日を11月10日と定める。
  - 11月7日 - 校章制定。
  - 11月10日 - 第1回開校記念日。
  - 12月26日 - 校歌「小山発未来行」完成。
- 2004年（平成16年）
  - 2月14日 - 「校歌・校章」発表会と「校歌・校章」制定記念コンサート開催。
  - 3月22日 - 第1回卒業証書授与式挙行。最初の卒業生は111名。
- 2005年（平成17年）6月14日 - 新体力テスト実施。
- 2012年（平成24年）6月2日 - 創立10周年記念事業として、「記念式典」挙行し、「コンサート」開催。
- 2020年（令和2年）
  - 3月 - この月から5月まで、新型コロナウイルス感染拡大防止のため、臨時休校の措置を採る。
  - 9月1日 - GIGAスクールにより、校内無線LANの環境整備。教育用タブレットを1人1台配備。

## 通学区域
- 相模原市中央区[1]
  - 小山2丁目（全域）
  - 小山3丁目（全域）
  - 小山4丁目（全域）
  - 清新4丁目（全域）
  - 清新5丁目（23番～26番）
  - 南橋本1丁目（全域）
  - 南橋本2丁目（全域）
  - 南橋本3丁目（全域）

## 進学中学校
- 相模原市中央区[2]
  - 相模原市立小山中学校

## 学校周辺
- 相模原市立小山中学校 - 敷地が隣接（北側）。また、主な進学先中学校。
- 小原公園 - 敷地が隣接（南側）
- セブンイレブン相模原小山3丁目店
- JR相模線 - ただし、駅は付近には無い。
  - JR相模線は、学校付近で中央区と緑区との区境線となっている。
- 小山公園スポーツ広場
  - グラウンド
- 国道16号
- コーナン相模原小山モール
- 華屋与兵衛相模原小山店

## アクセス
- 南橋本駅（JR相模線）から徒歩11分。
- 橋本駅（JR横浜線・相模線/京王相模原線）・相模原駅（JR横浜線）から神奈川中央交通バスに乗車、橋55系統で「東橋本一丁目」バス停より徒歩7分。